# K.Hawk: Survival Instinct
K.Hawk: Survival Instinct est un jeu vidéo de tir à la troisième personne développé par Similis et édité par JoWooD Entertainment, sorti en 2002 sur Windows.

## Accueil
- Jeux vidéo Magazine : 13/20[1]